# Bonanno - La storia di un padrino
Bonanno - La storia di un padrino (Bonanno - A Godfather's Story) è un film per la televisione del 1999 diretto da Michael Poulette, prodotto e trasmesso dal canale satellitare Hallmark Channel.
Il film è stato distribuito nei cinema nel 2005.

## Trama
Joseph Bonanno scappa dalla Sicilia e da Mussolini e si trasferisce in America. Affiliatosi al clan Castellamarese sfida il clan di Gambino. La lotta contro Lucky Luciano e gli accordi segreti con Franklin Delano Roosevelt hanno fatto di lui uno dei più potenti criminali dell'epoca.

## Produzione
Il soggetto del film è stato scritto utilizzando il materiale di due libri: Bonanno - A Man of Honor scritto dal boss mafioso Joseph Bonanno e Bound by Honor di Bill Bonanno, figlio del boss. In questi due, ed in altri libri, i due Bonanno raccontano la vita di una famiglia mafiosa, in una visione personale e un po' romantica. Le due pubblicazioni, in particolare quella di Joseph Bonanno, hanno aiutato a fare luce su diversi aspetti della mafia italo-americana di New York e sulle cosiddette cinque famiglie, una delle quali porta ancora il nome di Bonanno.
Originariamente, il film era composto da due puntate della durata di 85 minuti ciascuna.
Nel film vengono citati personaggi reali dell'ambiente mafioso, come Stefano Magaddino e Salvatore Maranzano. Il film è stato girato interamente in Canada e Italia.